# Peter Ratchuk
Peter Ratchuk (né le 10 septembre 1977 à Buffalo, New York aux États-Unis) est un joueur professionnel américain de hockey sur glace.

## Carrière de joueur
Repêché alors qu'il évoluait toujours au niveau secondaire, il fit son entrée la saison suivante dans la NCAA. Il y joua qu'une saison car il se joignit aux Olympiques de Hull pour une saison. N'ayant pas signé de contrat avec l'équipe qui l'avait sélectionné en 1996, il signa donc avec les Panthers de la Floride.
Il fit alors ses débuts professionnels lors de la saison 1998-1999. Il joua 24 parties avec les Panthers, récoltant 2 points. Il joua 8 autres parties avec le club en 2000-2001. Depuis cette saison, il ne joua plus dans la Ligue nationale de hockey, se contentant d'évoluer dans la Ligue américaine de hockey et en Allemagne. Il y gagnera le titre allemand avec les Frankfurt Lions en 2005.

## Statistiques
| Saison     | Équipe                            | Ligue               |    | Saison régulière | Saison régulière | Saison régulière | Saison régulière | Saison régulière |   | Séries éliminatoires | Séries éliminatoires | Séries éliminatoires | Séries éliminatoires | Séries éliminatoires |
| Saison     | Équipe                            | Ligue               | PJ | B                | A                | Pts              | Pun              | PJ               | B | A                    | Pts                  | Pun                  |                      |                      |
| 1994-1995  | Lawrence Academy                  | HS                  | 31 | 8                | 15               | 23               | 18               | -                | - | -                    | -                    | -                    |                      |                      |
| 1995-1996  | Shattuck-St. Mary's               | HS                  | 35 | 22               | 28               | 50               | 24               | -                | - | -                    | -                    | -                    |                      |                      |
| 1996-1997  | Falcons de Bowling Green          | NCAA                | 35 | 9                | 12               | 21               | 14               | -                | - | -                    | -                    | -                    |                      |                      |
| 1997-1998  | Olympiques de Hull                | LHJMQ               | 60 | 23               | 31               | 54               | 34               | 11               | 3 | 6                    | 9                    | 8                    |                      |                      |
| 1998-1999  | Beast de New Haven                | LAH                 | 53 | 7                | 20               | 27               | 44               | -                | - | -                    | -                    | -                    |                      |                      |
| 1998-1999  | Panthers de la Floride            | LNH                 | 24 | 1                | 1                | 2                | 10               | -                | - | -                    | -                    | -                    |                      |                      |
| 1999-2000  | Panthers de Louisville            | LAH                 | 76 | 9                | 17               | 26               | 64               | 4                | 1 | 2                    | 3                    | 0                    |                      |                      |
| 2000-2001  | Panthers de Louisville            | LAH                 | 64 | 5                | 13               | 18               | 85               | -                | - | -                    | -                    | -                    |                      |                      |
| 2000-2001  | Panthers de la Floride            | LNH                 | 8  | 0                | 0                | 0                | 0                | -                | - | -                    | -                    | -                    |                      |                      |
| 2001-2002  | Penguins de Wilkes-Barre/Scranton | LAH                 | 75 | 16               | 23               | 39               | 55               | -                | - | -                    | -                    | -                    |                      |                      |
| 2002-2003  | Americans de Rochester            | LAH                 | 70 | 11               | 21               | 32               | 64               | 3                | 0 | 1                    | 1                    | 6                    |                      |                      |
| 2003-2004  | Frankfurt Lions                   | DEL                 | 52 | 21               | 22               | 43               | 70               | 15               | 1 | 5                    | 6                    | 16                   |                      |                      |
| 2004-2005  | Frankfurt Lions                   | DEL                 | 51 | 10               | 26               | 36               | 102              | 11               | 2 | 3                    | 5                    | 14                   |                      |                      |
| 2005       | Frankfurt Lions                   | Coupe des champions | 2  | 1                | 0                | 1                | 4                | -                | - | -                    | -                    | -                    |                      |                      |
| 2005-2006  | Adler Mannheim                    | DEL                 | 52 | 12               | 24               | 36               | 88               | -                | - | -                    | -                    | -                    |                      |                      |
| 2006-2007  | Aeros de Houston                  | LAH                 | 50 | 5                | 16               | 21               | 74               | -                | - | -                    | -                    | -                    |                      |                      |
| 2006-2007  | Penguins de Wilkes-Barre/Scranton | LAH                 | 22 | 2                | 5                | 7                | 22               | 10               | 0 | 1                    | 1                    | 8                    |                      |                      |
| 2007-2008  | DEG Metro Stars                   | DEL                 | 54 | 10               | 26               | 36               | 111              | 13               | 1 | 4                    | 5                    | 10                   |                      |                      |
| 2008-2009  | DEG Metro Stars                   | DEL                 | 47 | 5                | 16               | 21               | 54               | 16               | 0 | 4                    | 4                    | 24                   |                      |                      |
| 2009-2010  | Hamburg Freezers                  | DEL                 | 56 | 9                | 23               | 32               | 48               | -                | - | -                    | -                    | -                    |                      |                      |
| 2010-2011  | EC Klagenfurt AC                  | EBEL                | 39 | 6                | 13               | 19               | 24               | -                | - | -                    | -                    | -                    |                      |                      |
| 2010-2011  | Rapperswil-Jona Lakers            | LNA                 | 1  | 0                | 0                | 0                | 0                | -                | - | -                    | -                    | -                    |                      |                      |
| Totaux LNH | Totaux LNH                        | Totaux LNH          | 32 | 1                | 1                | 2                | 10               | -                | - | -                    | -                    | -                    |                      |                      |

## Trophée
- 2005 : remporte le championnat de la Deutsche Eishockey-Liga avec les Frankfurt Lions

## Transactions en carrière
- 15 juin 1998 : signe comme agent libre avec les Panthers de la Floride.
- 14 août 2001 : signe comme agent libre avec les Penguins de Pittsburgh.
- 7 août 2002 : signe comme agent libre avec les Sabres de Buffalo.